# Satish Dhawan Space Centre

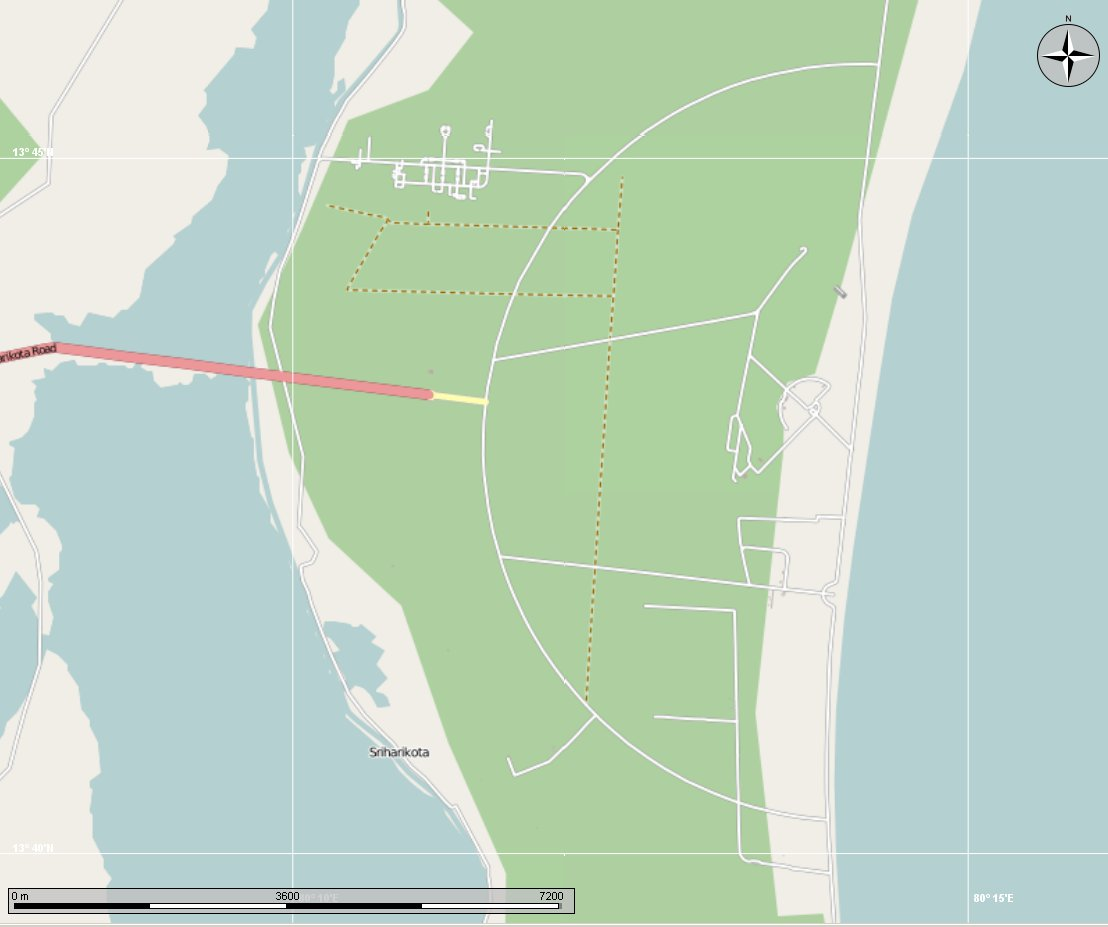
Kaart van het Satish Dhawan Space Centre

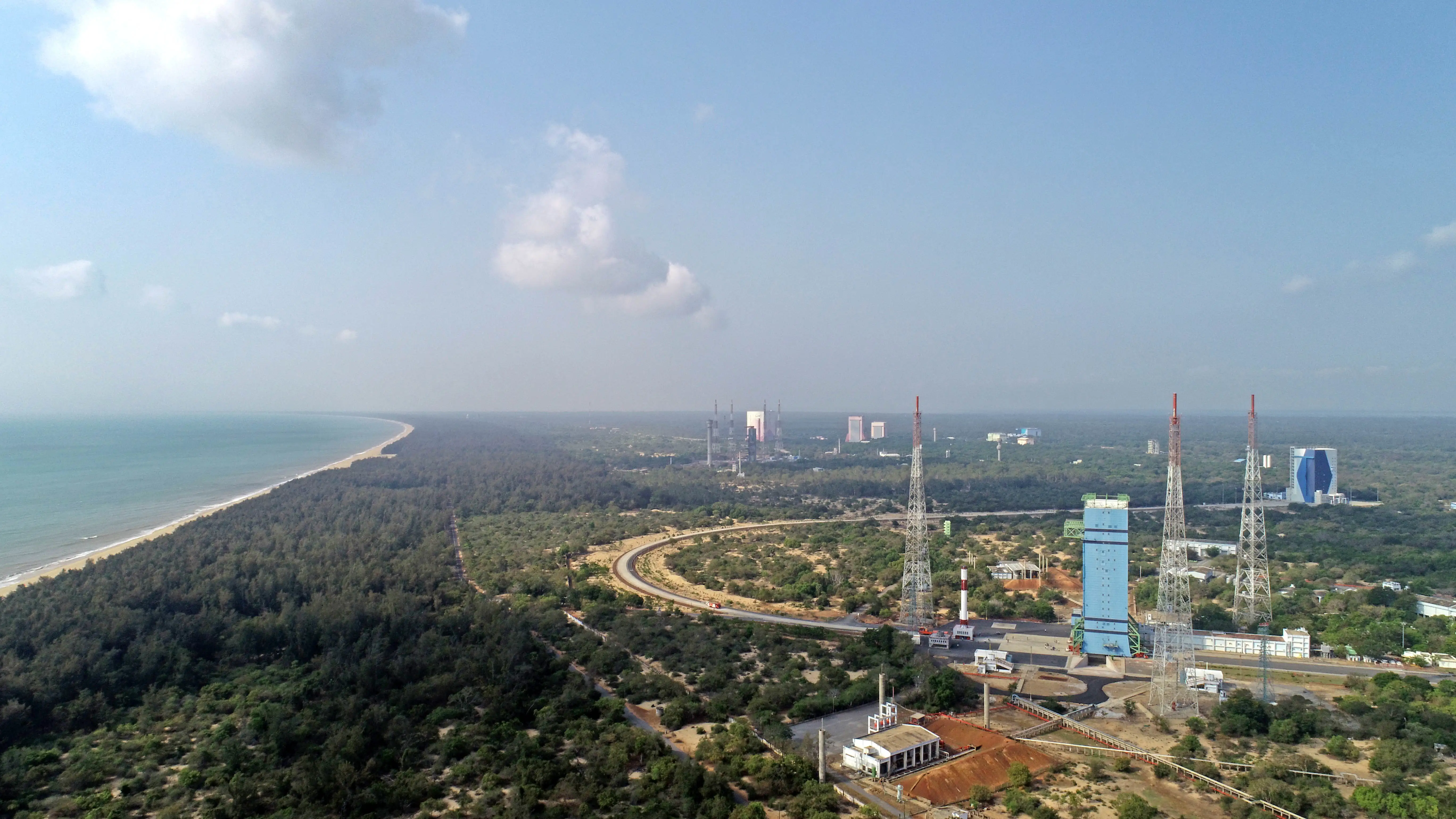
Satish Dhawan Space Centre

Satish Dhawan Space Centre SHAR is een lanceerbasis van de Indian Space Research Organisation (ISRO), de Indiase organisatie voor ruimteonderzoek. De basis bevindt zich op het langwerpig eiland Sriharikota in de staat Andhra Pradesh, aan de oostkust van India, ongeveer 80 km ten noorden van Chennai. Alle Indiase satellietlanceringen gebeuren vanop deze basis. De basis heette voorheen Sriharikota High Altitude Range en is sedert 2002 genoemd naar de voormalige voorzitter van ISRO, Satish Dhawan (1920-2002). De basis is 145 vierkante kilometer groot.

## Geschiedenis
In 1969 werd Sriharikota uitgekozen als geschikte locatie voor een lanceerbasis voor satellieten. Voordelen van de site waren o.a. de nabijheid tot de evenaar en de uitgestrekte oceaan in het oosten, de richting waarin de meeste lanceringen gebeuren. Bovendien was de site goed bereikbaar via de hoofdweg van Chennai naar Calcutta.
De eerste lancering vanop Sriharikota op 9 oktober 1971 was die van Rohini-125, een kleine onderzoeksraket die een suborbitale ruimtevlucht uitvoerde. Op 10 augustus 1979 werd de eerste poging ondernomen om een satelliet (de Rohini 1A) in een baan rond de aarde te brengen met de Satellite Launch Vehicle (SLV). De raket functioneerde echter niet correct en de satelliet kon niet in de geplande baan gebracht worden. Op 18 juli 1980 werd de Rohini 1B met een SLV gelanceerd, waarmee India het zevende land werd dat een eigen satelliet met een eigen raket in een baan om de aarde bracht.
De volgende raketten werden of worden vanop het Satish Dhawan Space Centre gelanceerd:
- Rohini-sondeerraketten, sedert 1971
- SLV: vier lanceringen tussen 1979 en 1983
- ASLV: vier lanceringen tussen 1987 en 1994
- PSLV: sinds 1993.
- PSLV-CA: sinds 2007
- PSLV-XL: sinds 2008. Hiermee werd onder meer de maansonde Chandrayaan-1 gelanceerd in 2008
- GSLV MKI: 2001-2010
- GSLV MKII: sinds 2010
- GSLV MKIII: sinds 2014

Met de GSLV MKIII wil de ISRO in de toekomst ook hun bemande ruimtecapsule Gaganyaan vanaf Satish Dhawan lanceren.

## Installaties
SDSC SHAR heeft twee lanceercomplexen waar satellieten kunnen gelanceerd worden, evenals een aantal lanceerplatformen voor sondeerraketten. Op het eerste complex worden de raketten ter plaatse geassembleerd. Op het tweede complex worden ze in de Vertical Assembly Building (VAB) geassembleerd en met een platform op rails naar de lanceerplaats gereden.
Op de basis zijn ook installaties voor het testen van raketmotoren en andere systemen en twee fabrieken voor de productie van vaste brandstof. In een daarvan vielen bij een explosie op 23 februari 2004 zes doden.